# Микаилов, Шихабудин Ильясович
Шихабуди́н Илья́сович Микаи́лов (5 декабря 1899, с. Нижний Каранай, Дагестанская область — 2 ноября 1964, Махачкала) — аварский филолог, лингвист, лексиколог, исследователь аварских диалектов, поэт, доктор филологических наук, профессор.
Один из основоположников дагестанской филологической науки.

## Биография
Родился 5 декабря 1899 года в селе Нижний Каранай Дагестанской области (ныне — в Буйнакском районе Дагестана). Детство и юность прошли в Темир-хан-Шуре, здесь же в 1918 году окончил реальное училище.
С 1918 года служил юнкером в Дагестанском конном полку; в конце 1918 года перешёл на сторону красных. Адъютантом партизанского отряда, затем командиром эскадрона до 1921 года воевал в Дагестане против отрядов Деникина и банд Гоцинского. В последующие годы — начальник административного управления НКВД Дагестанской АССР; в 1924—1931 — народный судья, следователь, прокурор в различных районах Дагестана.
С 1931 года — секретарь редакции газеты «Новый Гуниб», с 1932 — научный сотрудник Дагестанского института национальной культуры; одновременно учился в Дагестанском педагогическом институте. С 1937 года, по окончании аспирантуры в Центральном научно-исследовательском педагогическом институте национальностей, работал в Центральном НИИ языка и письменности, одновременно преподавал аварский язык в Коммунистическом университете трудящихся Востока.
С 1938 года до конца жизни работал в Институте истории, языка и литературы (с 1950-х — заведующий сектором дагестанской литературы), одновременно также преподавал аварский язык и литературу в Аварском педагогическом училище (Буйнакск), был директором Аварского государственного драматического театра (1942). В 1951 году окончил докторантуру при Институте языкознания АН СССР (Москва).

## Литературная деятельность
Первые произведения создал в начале 1930-х: «Ракь» («Земля», одна из первых аварских национальных пьес, 1931/32), «Кьаrly» («Ржавчина», роман, 1933).
В 1950—1960-е годы публиковал литературоведческие работы по проблемам дагестанского фольклора, взаимовлияния дагестанских литератур. Ряд исследований посвящён творчеству Загида Гаджиева, Гамзата Цадасы, Расула Гамзатова.
Переводил на аварский язык классическую русскую литературу, на русский язык — собранные им аварские сказки.

## Научная деятельность
Первую научную работу опубликовал в 1933 году (Краткий обзор аварской литературы // Аварский литературный сборник. — Махачкала, 1933). В 1945 году в Тбилиси защитил кандидатскую диссертацию («Чохский говор аварского языка»), в 1960 — докторскую (по монографии «Очерки аварской диалектологии»).
Определил некоторые черты протоаварского языка. Изучал диалекты аварского языка (в частности, батлухский, карахский), создал диалектологическую классификацию. Создал алфавит аварского языка, является автором словарей (орфографического, терминологического) и школьных учебников аварского языка, русско-аварского (1951) и цезско-русского (1951) словарей.

### Избранные труды
- Микаилов Ш. И. Очерки аварской диалектологии / Акад. наук СССР. Даг. филиал. Ин-т истории, языка и литературы. — М.; Л.: Изд-во Акад. наук СССР, 1959. — 511 с. — 1300 экз.
- Микаилов Ш. И. Сравнительно-историческая морфология аварских диалектов / Даг. филиал Акад. наук СССР. Ин-т истории, языка и литературы им. Гамзата Цадасы. — Махачкала : Б. и., 1964. — 171 с. — 1000 экз.
- Микаилов Ш. И. Сравнительно-историческая фонетика аварских диалектов / Даг. филиал АН СССР. Ин-т истории, языка и литературы им. Гамзата Цадаса. — Махачкала : Б. и., 1958. — 159 с. — 500 экз.
- Гаджиев М. М., Микаилов Ш. И. Научная сессия, посвященная вопросам нормализации дагестанских литературных языков // Вопросы языкознания. — М., 1953. — № 3 (май — июнь). — С. 159—162. Архивировано 5 апреля 2015 года.

## Награды
- орден Трудового Красного Знамени
- медали
- Заслуженный деятель науки Дагестанской АССР
- значок «Отличник народного просвещения»[2].